# The Punisher (2004)
The Punisher (bra: O Justiceiro; prt: The Punisher - O Vingador) é um filme teuto-americano de ação e drama de 2004, o segundo filme baseado nesse personagem da Marvel Comics que foi criado por Gerry Conway, Ross Andru e John Romita. Estrelando Thomas Jane como Frank Castle/Justiceiro e John Travolta como Howard Saint, o mafioso que ordena a morte da família Castle inteira.
A história e o enredo foram baseados principalmente em duas histórias do Justiceiro; O Justiceiro: Ano Um e Bem vindo de volta, Frank, juntamente com cenas das histórias de outras revistas: Punisher Marvel Preview: Featuring The Punisher # 2, The Punisher War Zone e The Punisher War Oficial.[carece de fontes?]

## Sinopse
Quando Bobby Saint (James Carpinello) e Mickey Duka (Eddie Jemison) se encontram com o traficante europeu de armas Otto Krieg no porto de Tampa, na Flórida, o FBI intervém e Saint é morto enquanto Duka é preso. "Krieg", supostamente morto no tiroteio, na verdade é Frank Castle (Thomas Jane), agente disfarçado do FBI e ex-operador da Força Delta do Exército dos EUA. Pouco tempo depois, ele se aposenta do FBI e assiste a uma reunião de família à beira-mar na casa de seu pai (Roy Scheider), na Baía de Aguadilla, em Porto Rico. Chefe do crime de Tampa, Howard Saint (John Travolta) está enfurecido pela morte de seu filho, e junto com o braço direito Quentin Glass (Will Patton) suborna o FBI para obter informações confidenciais sobre "Krieg". Saint ordena o assassinato de Castle, e a esposa de Saint, Livia (Laura Harring), exige toda a família de Castle ser morta, assim como para "acertar as contas".
Na reunião, atiradores de Glass e John Saint (Carpinello), gêmeo idêntico de Bobby, matam a maior parte da família Castle. Frank e seu pai matam vários dos atacantes antes do pai de Castle ser morto. A esposa e o filho de Castle tentam escapar, mas John Saint corre por cima deles com um caminhão, matando-os. Castle, com um tiro no peito e atingido por uma explosão no cais causada por Glass, sobrevive e é levado de volta à uma casa por um pescador local, Candelaria (Veryl Jones). Uma vez recuperado, Castle vai para Tampa e se refugia em um cortiço da cidade, onde três jovens marginalizados - Dave (Ben Foster), Bumpo (John Pinette) e Joan (Rebecca Romijn) - vivem. Castle rapta Duka, que com medo dá informações sobre os Saints - quem ele também odeia, e de bom grado se torna informante de Castle. Castle começa a se vingar dos policiais e agentes do FBI que foram subornados para fechar a investigação do assassinato de sua família. No processo, ele sabota o negócio de lavagem de dinheiro de Saint, o que leva ao rompimento da parceria de Saint com mafiosos cubanos, os irmãos Toro, e começa investigar Livia e Glass, aprendendo no processo que Glass é um homossexual enrustido.
Saint, percebendo que Castle está vivo, envia dois assassinos para matá-lo. Castle mata o primeiro, o guitarrista Harry Heck (Mark Collie), atirando uma faca na garganta dele. O segundo é "O Russo" (Kevin Nash), um gigante que leva Castle a uma luta brutal, mas é derrotado quando Castle lança óleo fervente no seu rosto, cegando-o por tempo suficiente para Castle jogá-lo para baixo de uma escada, quebrando seu pescoço. Momentos depois, os homens de Saint chegam, liderados por Glass e John Saint. Dave, Joan e Bumpo escondem Frank e se recusam a dizer a Glass onde ele está, apesar de Glass sadicamente retirar vários piercings do rosto de Dave com um par de alicates. Eles deixam um homem atrás para matar Castle em seu retorno, mas Castle o mata uma vez que Glass e os outros se foram. Com a ajuda de Mickey, Castle manipula Howard Saint para ele acreditar que Glass e Livia estão tendo um caso. Saint, sem saber que Glass é gay, acredita que Livia possa ser capaz de traí-lo. Assim, ele mata ambos pessoalmente, sem que nenhum deles saiba exatamente o porquê.
Castle ataca a sede de Saint, a boate Saints and Sinners, matando muitos dos capangas de Saint. Ele mata John Saint obrigando-o a segurar uma granada ativada, até seu braço cansar e a granada explodir. Logo após, Frank atira em Howard com uma pistola enquanto Saint tenta matá-lo no estacionamento da boate. Em seguida, Castle leva Saint para um carro em movimento, mas não antes de revelar que Glass e Livia não estavam tendo um caso. Como o carro arrasta Saint através do lote, Castle desencadeia várias bombas escondidas; a destruição resultante e os destroços matam Saint e culminam na forma do crânio icônico do Justiceiro. Mais tarde naquela noite, Castle retorna para seu apartamento e se prepara para cometer suicídio, mas depois de uma breve visão de sua esposa, decide continuar sua missão vigilante contra outras pessoas que em sua mente merecem punição. Antes de partir em sua próxima missão, ele deixa a maioria do dinheiro de Saint para Bumpo, Joan e Dave. Na ponte, à luz do sol, ele promete: "Aqueles que fazem o mal para os outros - os assassinos, estupradores, psicopatas, sádicos - eles me conhecerão bem. Frank Castle está morto. Chame-me de O Justiceiro..."

## Elenco
- Thomas Jane como Frank Castle/Justiceiro, um agente especial do FBI que parte para vingança após os homens de Howard Saint invadirem a reunião de sua família, matarem seus parentes e deixarem Castle gravemente ferido.
- John Travolta como Howard Saint, um mafioso, chefe do crime de Tampa que após a morte de seu filho Bobby exige que Castle seja morto.
- Will Patton como Quentin Glass, o braço direito e melhor amigo de Saint, grande responsável pela matança da família Castle.
- Laura Harring como Livia Saint, a esposa de Howard Saint e mãe dos filhos deste. Livia está ao seu lado na missão de vingar a morte de seu filho, porém discorda de algumas decisões do marido e supostamente está tendo um caso com Quentin.
- James Carpinello como John e Bob Saint, os filhos gêmeos de Howard e Livia, um dos quais é morto por Castle em uma missão, enquanto o outro administra os negócios sujos do pai.
- Rebecca Romijn como Joan, uma bela moça que mora num cortiço com seus amigos Dave e Bumpo e se torna vizinha de Castle.
- Ben Foster como Spacker Dave, um magro tímido e medroso
- John Pinette como Bumpo, um gordo alegre
- Eddie Jemison como Micky Ducka
- Samantha Mathis como Maria Castle
- Marcus Johns como Will Castle
- Roy Scheider como Sr. Castle
- Kevin Nash como O Russo
- Russell Andrews como Jimmy Weeks
- Marco St. John como Chefe de Polícia de Morris
- John Baker como um repórter
- Mark Collie como Harry Thornton
- Russ Comegys como Mike
- Nick Loren como Agente Moss
- Marc Macaulay como Dante
- Tom Nowicki como Lincoln
- Brett Rice como T.J.
- Eduardo Yáñez como Mike Toro
- Omar Avila como Joe Toro

## Recepção da crítica
The Punisher teve recepção geralmente desfavorável por parte da crítica especializada. Em base de 36 avaliações profissionais, alcançou uma pontuação de 33% no Metacritic. Por outro lado, entre os usuários do mesmo site, atingiu uma nota de 8.6, média usada para avaliar a recepção do público.